# Rimskaja (stanice metra v Moskvě)
Rimskaja (rusky Римская) je stanice moskevského metra. Je jednou z mála stanic moskevského metra, která nebyla pojmenována podle blízkého objektu.

## Charakter stanice
Stanice se nachází na Ljublinské lince, zhruba v její prostřední části. Je přestupní, pomocí tunelu pro pěší, vycházejícího z vyvýšeného konce střední lodi, je umožněn přestup do stanice Ploščaď Iljiča na Kalininské lince. Rimskaja je trojlodní, ražená stanice se zkrácenou střední lodí. Její stěny jsou obloženy bílým mramorem, podlaha několika druhy žuly, osvětlení je pak umístěno u stropu a provedeno podobným způsobem jako ve stanici Anděl v síti pražského metra. V projektové dokumentaci nesla název Srp a kladivo (rusky Серп и Молот), veřejnosti slouží od 28. prosince 1995.